# رایستویل (آرکانزاس)
رایستویل (آرکانزاس) (به انگلیسی: Wrightsville, Arkansas) یک شهر در ایالات متحده آمریکا با جمعیت ۲٬۱۱۴ نفر است که در آرکانزاس واقع شده‌است.